# Адраст из Лидии
Адра́ст (др.-греч. Ἄδραστος; погиб в 322 году до н. э.) — уроженец Лидии, который сражался во время Ламийской войны между македонянами и греками на стороне последних. Лидия во время этой войны сохранила нейтралитет. Возможно, на момент её начала Адраст находился в Греции. После гибели в 322 году до н. э. против войска под командованием Леонната лидийцы установили в его честь статую перед храмом Артемиды Персидской. На ней сделали надпись о том, что Адраст умер, сражаясь против Леонната в защиту эллинов.